# Hendrik van Steenwijk de Jongere
Hendrik van Steenwijk de jongere (soms ook Steenwyck of Steinwick) (±1580, Antwerpen – 1640, Leiden of Den Haag) was een barokschilder van voornamelijk kerkinterieurs. Daarnaast schilderde hij Bijbelse scènes en stillevens.

## Levensloop
Van Steenwijck was de zoon van de Nederlandse schilder Hendrik van Steenwijk de Oudere, een van eerste interieurschilders. De familie verhuisde in 1585 naar Frankfurt am Main, waar Van Steenwijk de jongere een gedegen schildersopleiding kreeg van zijn vader. Na de dood van zijn vader in 1603 nam hij het atelier te Frankfurt over Daarna bracht hij een belangrijke periode (1604-'15) van zijn leven door in Antwerpen, waar hij samenwerkte met onder anderen de barokschilders Frans Francken I en Jan Brueghel de Oude.
Van Steenwijk schilderde talrijke imaginaire interieurs, die hij baseerde op de Onze-Lieve-Vrouwekathedraal te Antwerpen. Zijn precisie, kunde en oog voor detail en thematiek hadden invloed op de werken van onder anderen Pieter Neeffs I en latere schilders. In 1615 vestigde hij zich in Londen, waar hij achtergronden schilderde voor Anthony van Dyck en Daniël Mijtens. Omstreeks 1638 verhuisde hij naar Den Haag om hofschilder te worden. Zijn vrouw Susanna van Steenwijk was eveneens een architectuurschilder. Zij verhuisde in 1642 naar Leiden.

## Galerij

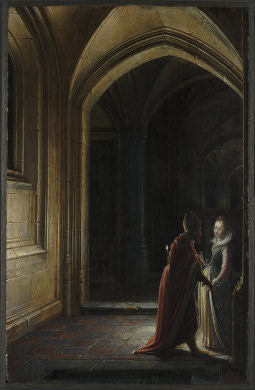
Esther en Mordecai (1616); National Gallery of Art te Washington D.C.
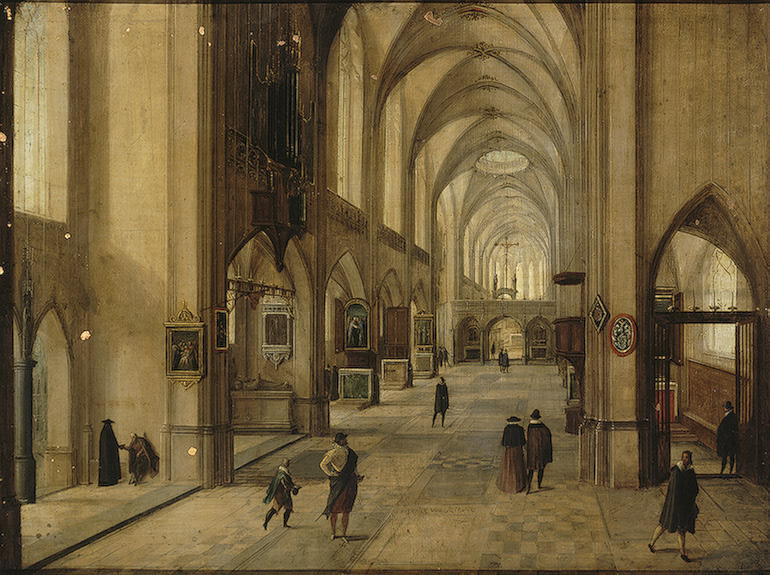
interieur van een gotische kerk (1604); Hermitage te Sint-Petersburg
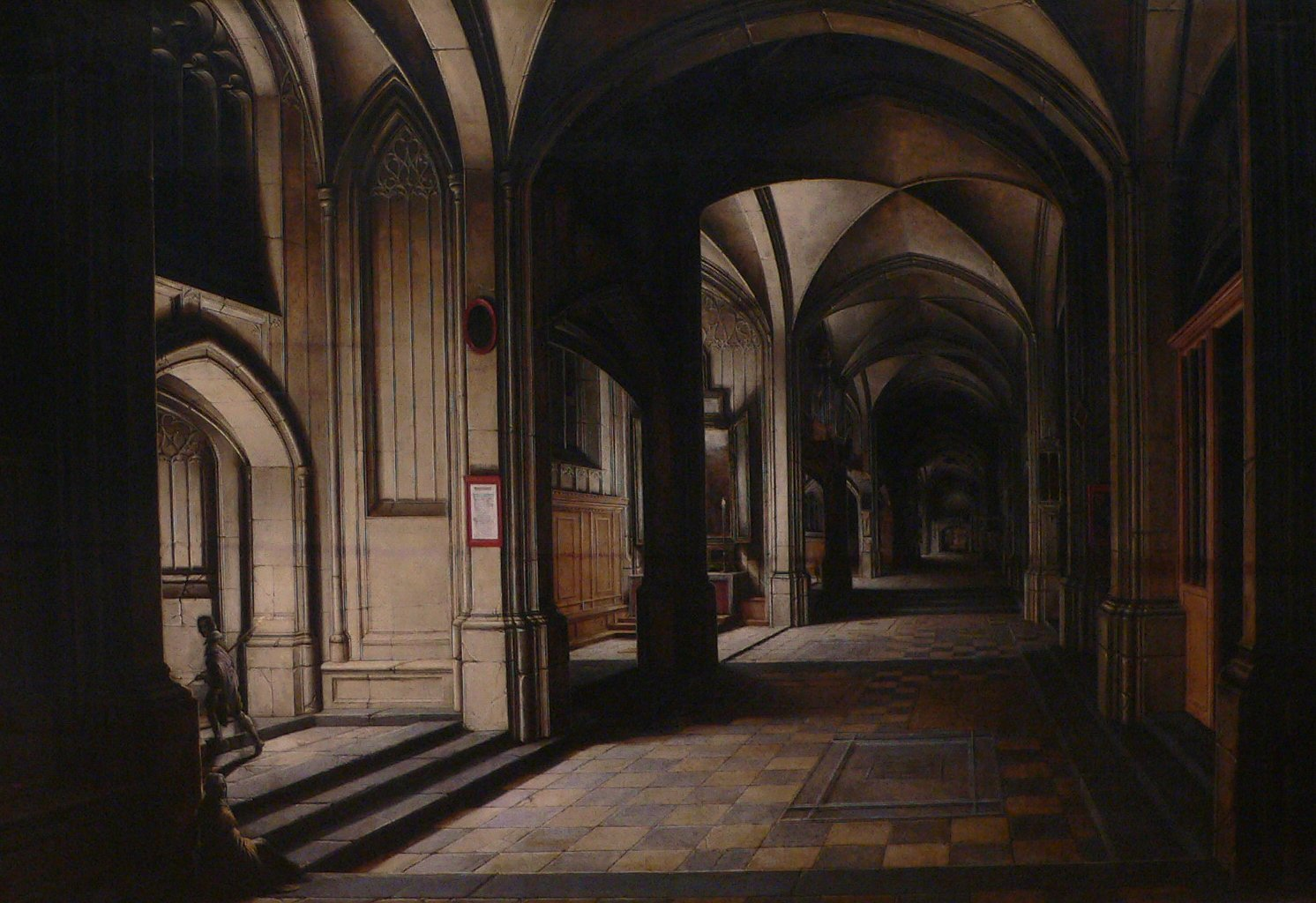
interieur van een kerk (1610-'20); Louvre te Parijs
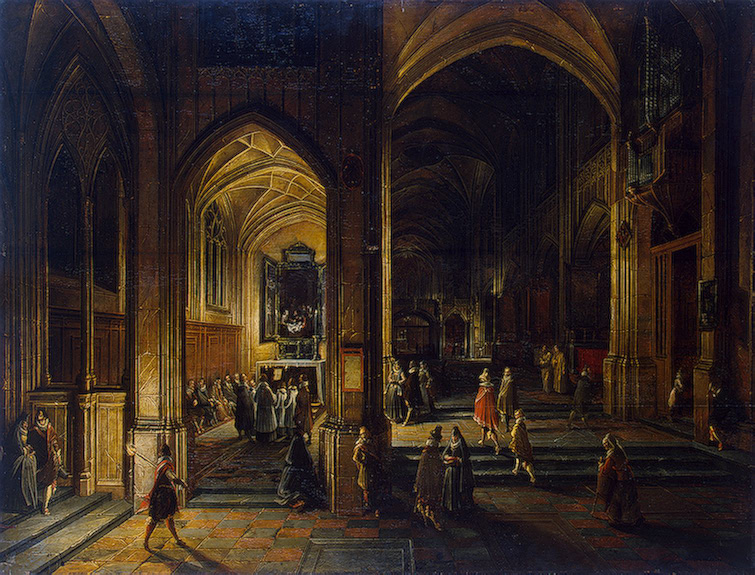
interieur van een gotische kerk (1610); Hermitage te Sint-Petersburg
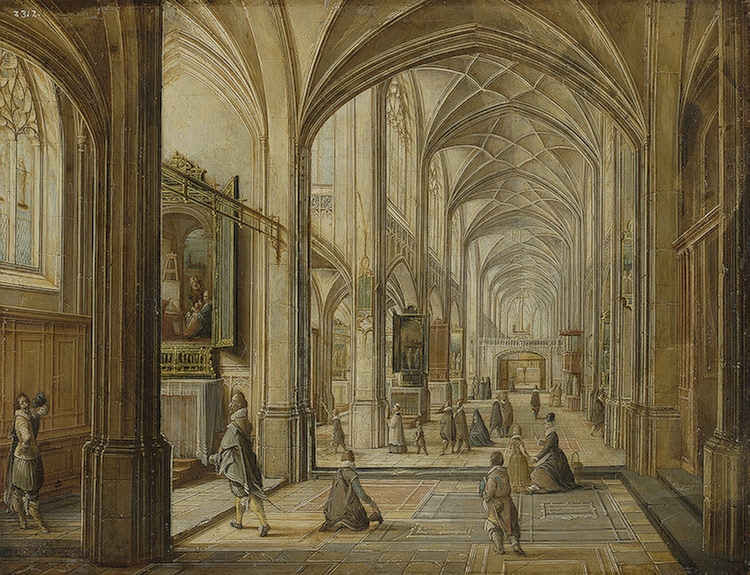
interieur van een gotische kerk (c. 1610); Hermitage te Sint-Petersburg
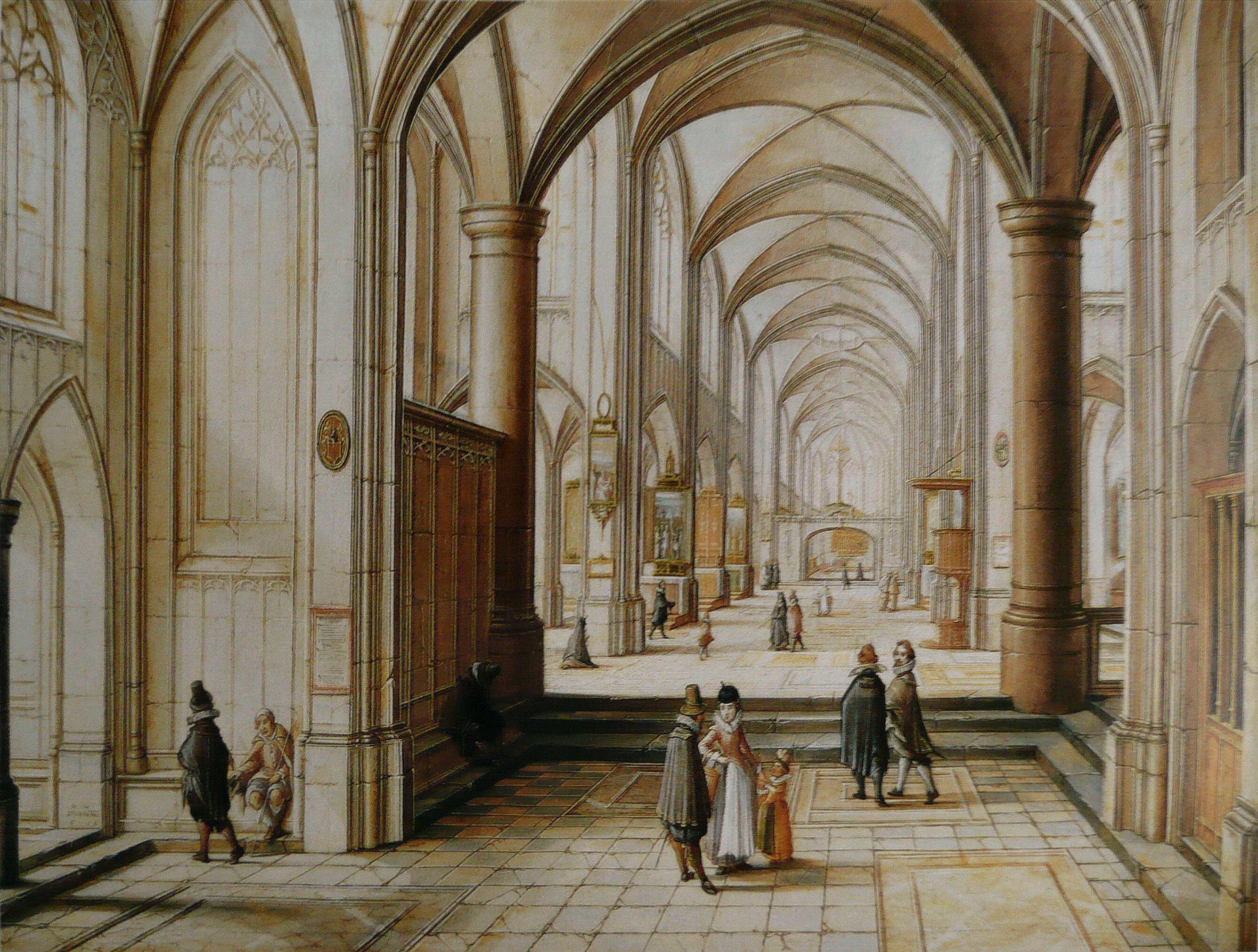
Interieur van een gotische kerk (1616); privécollectie
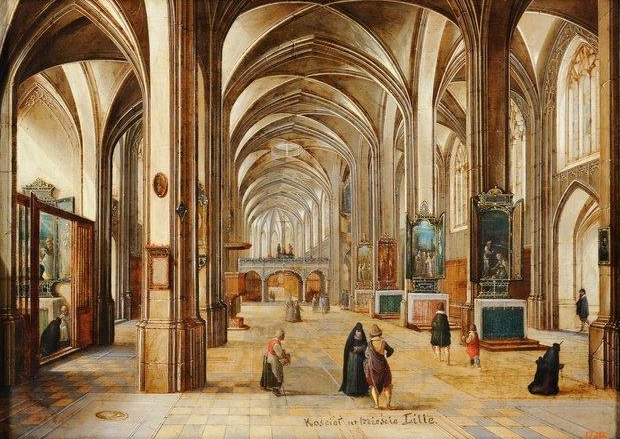
Interieur van een gotische kerk (c 1610); National Museum te Krakau

- Biblioteca Nacional de España: XX5216203
- Bibliothèque nationale de France: cb149605675 (data)
- Biografisch Portaal: 23968444
- Gemeinsame Normdatei: 130368741
- International Standard Name Identifier: 0000 0000 8169 5051
- KulturNav: 49e83943-bd91-40b8-9c8a-4b608235e4aa
- Library of Congress Control Number: nr92040338
- Nederlandse Thesaurus van Auteursnamen: 126724458
- RKD-Nederlands Instituut voor Kunstgeschiedenis: 74870
- Système universitaire de documentation: 226326934
- Union List of Artist Names: 500017394
- Virtual International Authority File: 100226601
- WorldCat: E39PBJcKJC8yTvT36BPXHHc9Dq